# L'home de les ulleres d'or
L'home de les ulleres d'or (títol original en italià Gli occhiali d'oro) és una pel·lícula dramàtica italiana del 1987 dirigida per Giuliano Montaldo, protagonitzada per Philippe Noiret, Rupert Everett i Valeria Golino. Ambientada a Ferrara i en un balneari proper l'any 1938, la trama segueix un estudiant jueu i un metge homosexual que pateix persecució a la Itàlia feixista. La pel·lícula és una adaptació de la novel·la de Giorgio Bassani Gli occhiali d'oro. Ha estat doblada al català.
Va entrar a la competició principal al 44a Mostra Internacional de Cinema de Venècia de 1987, on va guanyar dos Premi Osella al millor vestuari i millor escenografia. Per la seva banda sonora Ennio Morricone va guanyar el David di Donatello a la millor música.

## Argument
En 1938, la discriminació racial és una cosa palesa en Ferrara. La comunitat jueva és rebutjada i humiliada. David Lattes (Rupert Everett) és un jove jueu prepara les seves noces amb Nora (mongeta també), però aquesta, abans que la inmininte aliança de Mussolini amb Alemanya faci efecte, abandona a David per a convertir-se al catolicisme i casar-se amb un jove feixista, salvaguardant així la seva pròpia seguretat.
El mateix David és testimoni també de la trista història del Dr. Fadigati, un metge molt apreciat i amb una gran clientela. El metge és homosexual i està enamorat de Eraldo, un jove boxador company d'estudis de David en la universitat. Eraldo es converteix en un amic molt especial de Fadigati gràcies als cars regals que aquest li fa. Tots dos passen les vacances en un luxós hotel al costat de la mar on comencen a córrer les xafarderies. Les coses s'agreugen i Eraldo colpeja a Fadigati i li abandona. Això transcendeix en un escàndol i el metge queda cada vegada més sol i marginat. Només compta amb la comprensió i l'amistat de David. Finalment Fadigati acabarà suïcidant-se.

## Repartiment
- Philippe Noiret com el Doctor Athos Fadigati
- Rupert Everett com a Davide Lattes
- Valeria Golino com a Nora Treves
- Nicola Farron com Eraldo
- Stefania Sandrelli com a Signora Lavezzoli
- Rade Markovic com a Bruno Lattes (pare de David)
- Roberto Herlitzka com a professor Amos Perugia
- Luca Zingaretti com a Molon
- Ivana Despotovic com a Carlotta

## Riconoscimenti
- 1987 - Mostra Internacional de Cinema de Venècia
  - Osella d'Or pel vestuari i l'escenografia a Nanà Cecchi i Luciano Ricceri
  - Candidatura Lleó d'Or a Giuliano Montaldo
- 1988 - David di Donatello
  - Millor banda sonora a Ennio Morricone
  - Nominació  Millor actriu a Valeria Golino
  - Nominació  Millor actor a Philippe Noiret
  - Nominació Millors vestits a Nanà Cecchi